# 梅田徳男
梅田 徳男（うめだ とくお、1952年 - ）は、日本の医用電子工学・生体医工学者。北里大学医療衛生学部名誉教授。科学技術振興機構(JST) 先端計測分析技術・機器開発推進委員会2012委員。日本医療研究開発機構(AMED) 先端計測分析技術・機器開発プログラム課題評価2018委員。リジット社技術顧問。
専門は、医用電子工学・医用画像（特にPACS：医用画像保管伝送システム）、生体医工学・放射線科学。

## 略歴
1979年大阪工業大学大学院工学研究科電気工学専攻修士課程修了。大阪大学産業科学研究所(SANKEN)研究員、教務職員などを経て、1989年工学博士（大阪大学）。1993年大阪大学医学部助手などを経て、1998年北里大学医療衛生学部医療工学科教授。同大学大学院医療系研究科教授も務めた。2018年北里大学名誉教授。
北里大学医療衛生学部にて長きに渡り教鞭をとり、特に診療放射線技術の教育・研究に従事した。また、同学部教育委員長として、学部横断的な「チーム医療教育」の推進、同学部A1号館・2号館建替計画検討委員会（プロジェクトA）副委員長も務め、相模原キャンパスの新構想に貢献した。
主な所属学会は、日本医用画像工学会、画像電子学会、電子情報通信学会、応用物理学会、日本医学物理学会、日本医学放射線学会、日本医学放射線物理学会、日本放射線技術学会、日本放射線腫瘍学会。

## 主な研究
- 光導波路に関する研究
- 光CTに関する研究
- 電子透かし技術を用いた在宅医療支援用地域一体型e-Hospitalシステムの構築[7]
- デジタル画像とその読影診断所見を有線・無線で伝送するシステムの構築
- 施設既存データベースから多施設型放射線腫瘍学広域データベースへのデータ自動変換方法の開発